# 小型麗脂鯉
小型麗脂鯉（學名：Astyanax angustifrons）為輻鰭魚綱脂鯉目脂鯉亞目脂鯉科的其中一個種，為熱帶淡水魚，分布於中美洲墨西哥淡水流域，棲息在底中層水域，生活習性不明。

## 扩展阅读
維基物種上的相關：小型麗脂鯉